# Te quiero
Te quiero – singiel belgijskiego piosenkarza Stromae’a, wydany w 2010 roku przez wytwórnię Mercury Records. Singiel znalazł się w albumie Cheese. Osiągnął czwarte miejsce na belgijskiej liście przebojów.

## Lista utworów
- CD singel, promo (10 maja 2010)[1]

1. „Te quiero” (Radio Edit) – 3:28

## Notowania na listach sprzedaży
| Kraj              | Lista (2010/2011/2013/2015)    | Najwyższa pozycja | Certyfikat |
| ----------------- | ------------------------------ | ----------------- | ---------- |
| Belgia (Walonia)  | Ultratop 40 Singles/50 Singles | 4                 | złoto      |
| Belgia (Flandria) | Ultratop 50 Singles            | 17                | złoto      |
| Szwajcaria        | Singles Top 75                 | 62                |            |
| Holandia          | Single Top 100                 | 70                |            |
| Francja           | Top 200 Singles                | 153               |            |